# Mouilleron-en-Pareds
Mouilleron-en-Pareds era una comuna francesa situada en el departamento de Vandea, de la región de Países del Loira, que el 1 de enero de 2016 pasó a ser una comuna delegada de la comuna nueva de Mouilleron-Saint-Germain al fusionarse con la comuna de Saint-Germain-l'Aiguiller. Es lugar natal del mariscal Jean  de Lattre de Tasigny.

## Demografía
| Gráfica de evolución demográfica de Mouilleron-en-Pareds entre 1800 y 2014 |
|                                                                            |

Los datos demográficos contemplados en este gráfico de la comuna de Mouilleron-en-Pareds se han cogido de 1800 a 1999 de la página francesa EHESS/Cassini, y los demás datos de la página del INSEE.